# XAML
Az Extensible Application Markup Language (röviden XAML IPA: [zæ:mɛl]) egy deklaratív XML alapú leíró nyelv, melyet a Microsoft fejlesztett ki. Strukturált értékek és objektumok inicializálására használható. A betűszó eredetileg az „Extensible Avalon Markup Language” rövidítése volt, ahol az Avalon a Windows Presentation Foundation (WPF) kódneve volt.
A XAML-t jelentős mértékben használják a .NET keretrendszerben, ezen belül különösképpen a Windows Presentation Foundationben, ahol a felhasználói felület jelölőnyelveként szolgál, annak adatelemeit, adatkötéseit, eseményeit és más szolgáltatásokat XAML-lel kell definiálni. Szerepe a Windows Workflow Foundationben (WF) is meghatározó, magukat a munkafolyamatokat is XAML segítségével lehet definiálni.

## Külső hivatkozások
- XAML.Net #1 Website for information on XAML, and related topics!
- WPF SDK Microsoft Developer Network's top-level portal to the Windows Presentation Foundation SDK which documents WPF technologies including XAML.
- Microsoft XAML overview
- XAMLdev.com Archiválva 2018. április 20-i dátummal a Wayback Machine-ben selection of categorized resources on XAML
- XAML Controls from Microsoft Longhorn Developer Introduction
- United XAML Initiative – Open Source XAML Alternatives
- XAML page on NetFXGuide.com A selection of categorized resources on XAML.
- LearnWPF Archiválva 2022. március 4-i dátummal a Wayback Machine-ben Website to learn WPF
- Website resource for markup language technologies
- European Committee for Interoperable Systems